# اوتل ده ویل (متروی پاریس)
اوتل ده ویل (فرانسوی: Hôtel de Ville‎) یکی از ایستگاه‌های خط ۱ و خط ۱۱ متروی پاریس است که در نزدیکی تالار شهر پاریس واقع شده و در سال ۱۹۰۰ تأسیس شده‌است. در سال ۲۰۲۰ میلادی ۵٬۶۷۳٬۱۰۰ مسافر از این ایستگاه استفاده کرده‌اند.

## نگارخانه

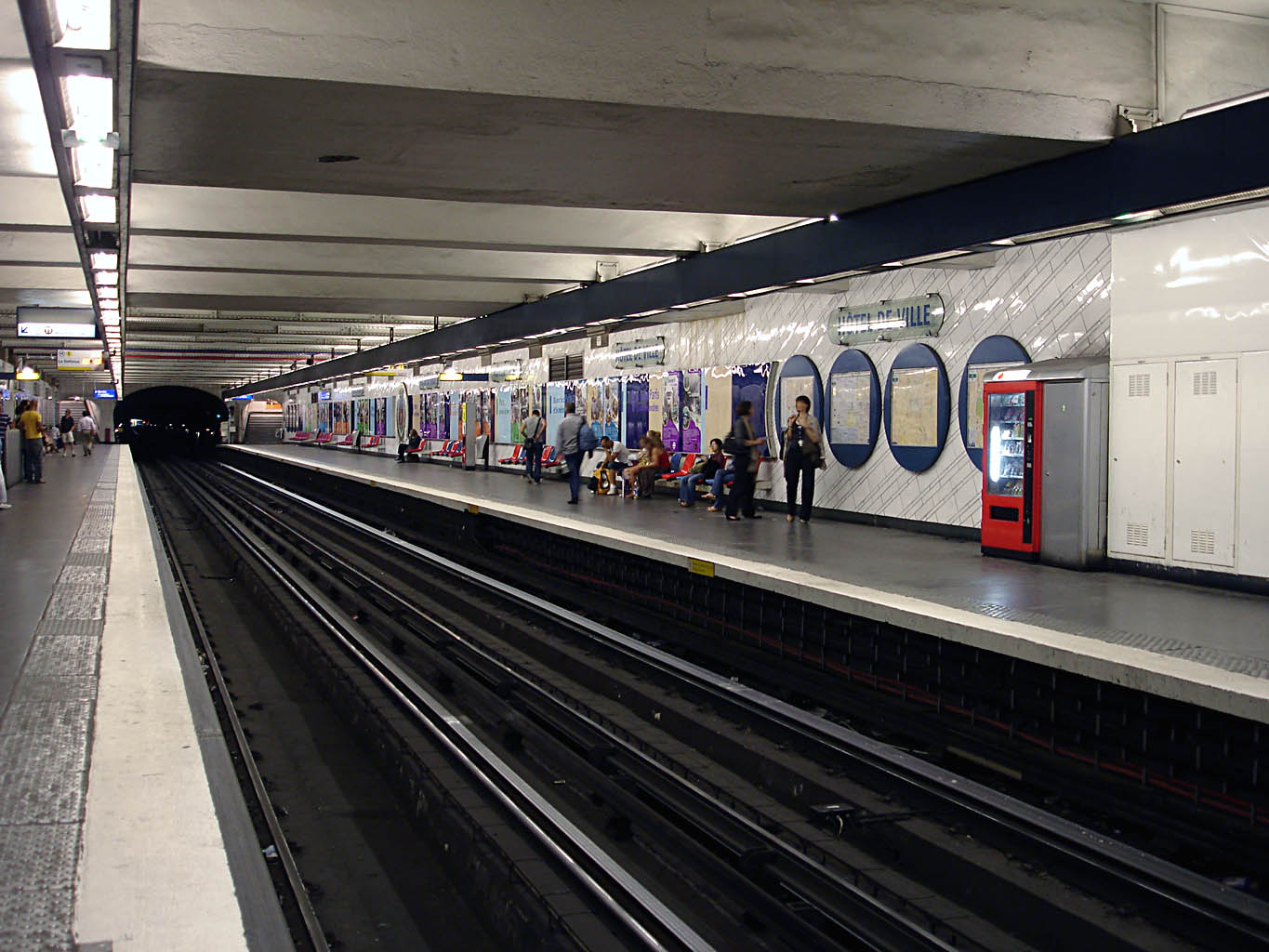
سکوهای خط ۱
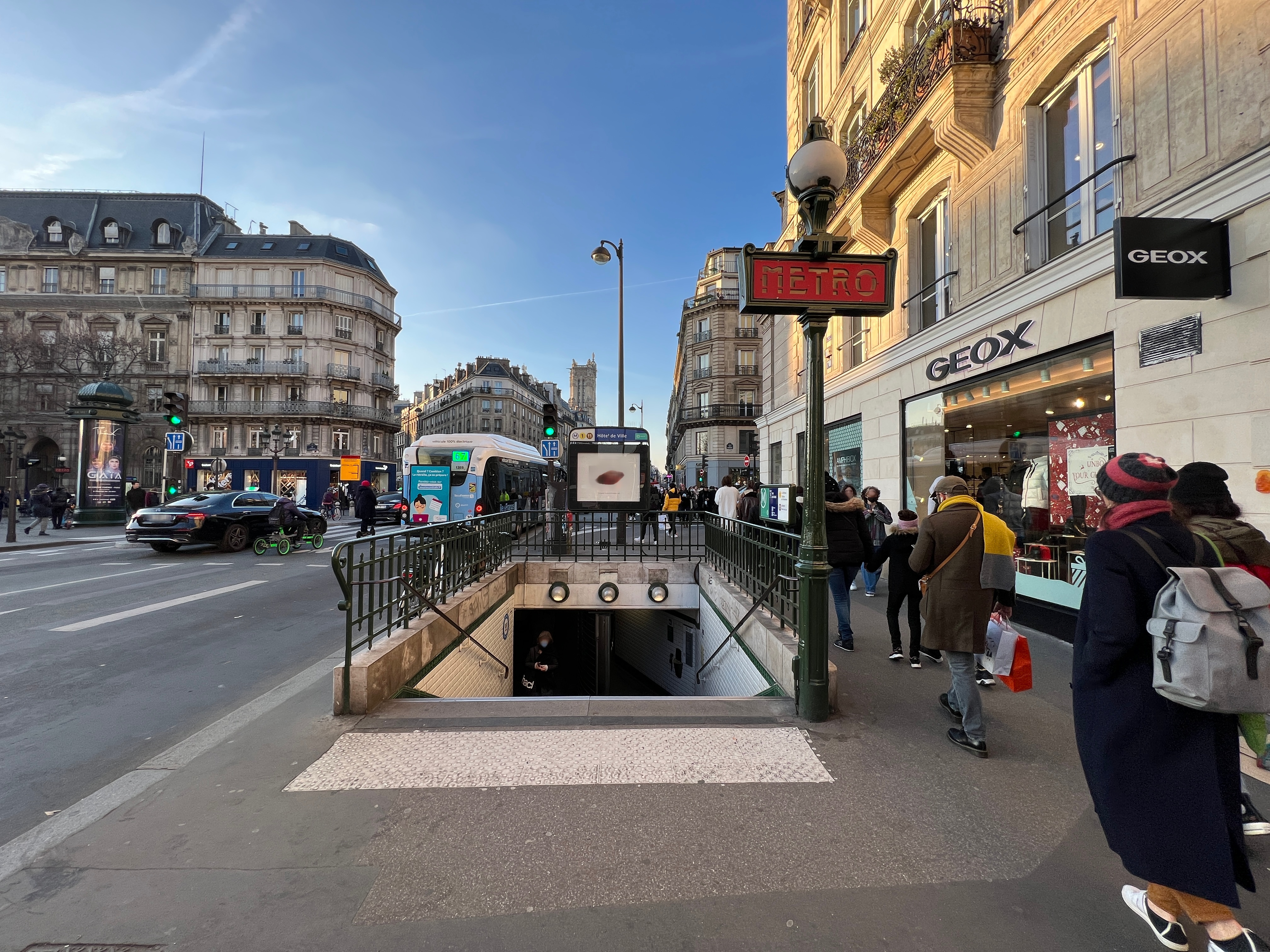
ورودی ۱
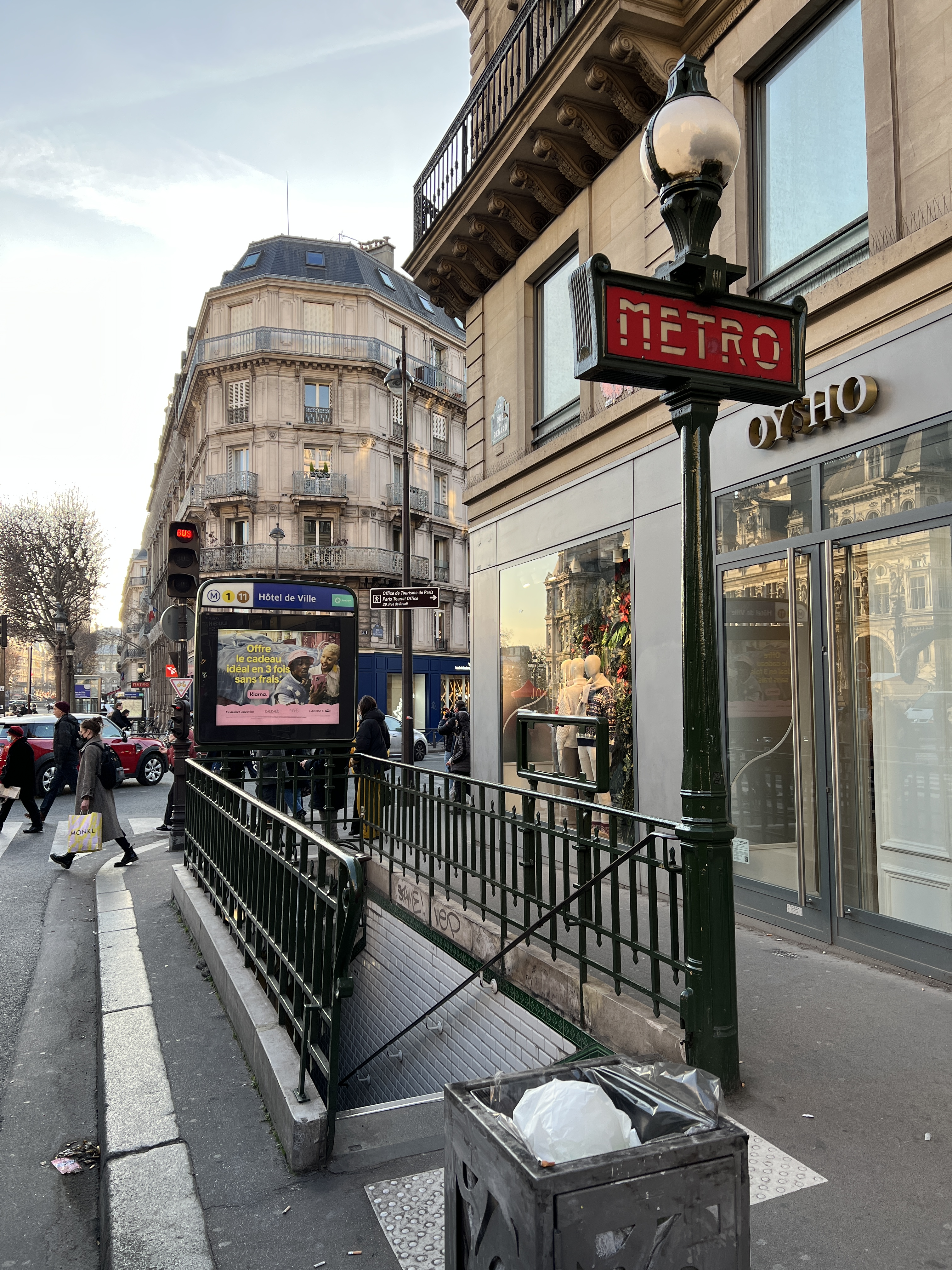
ورودی ۲
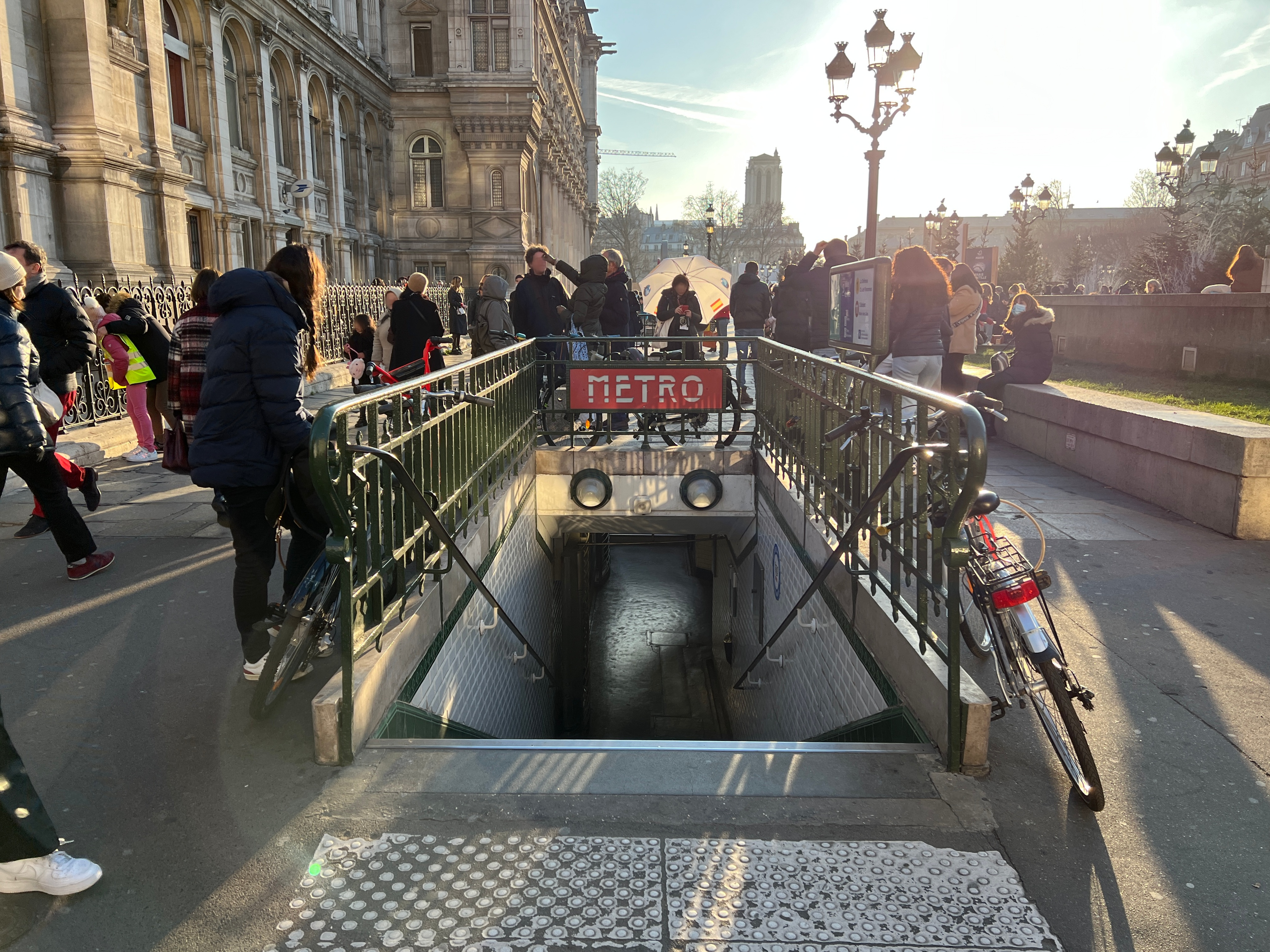
ورودی ۵
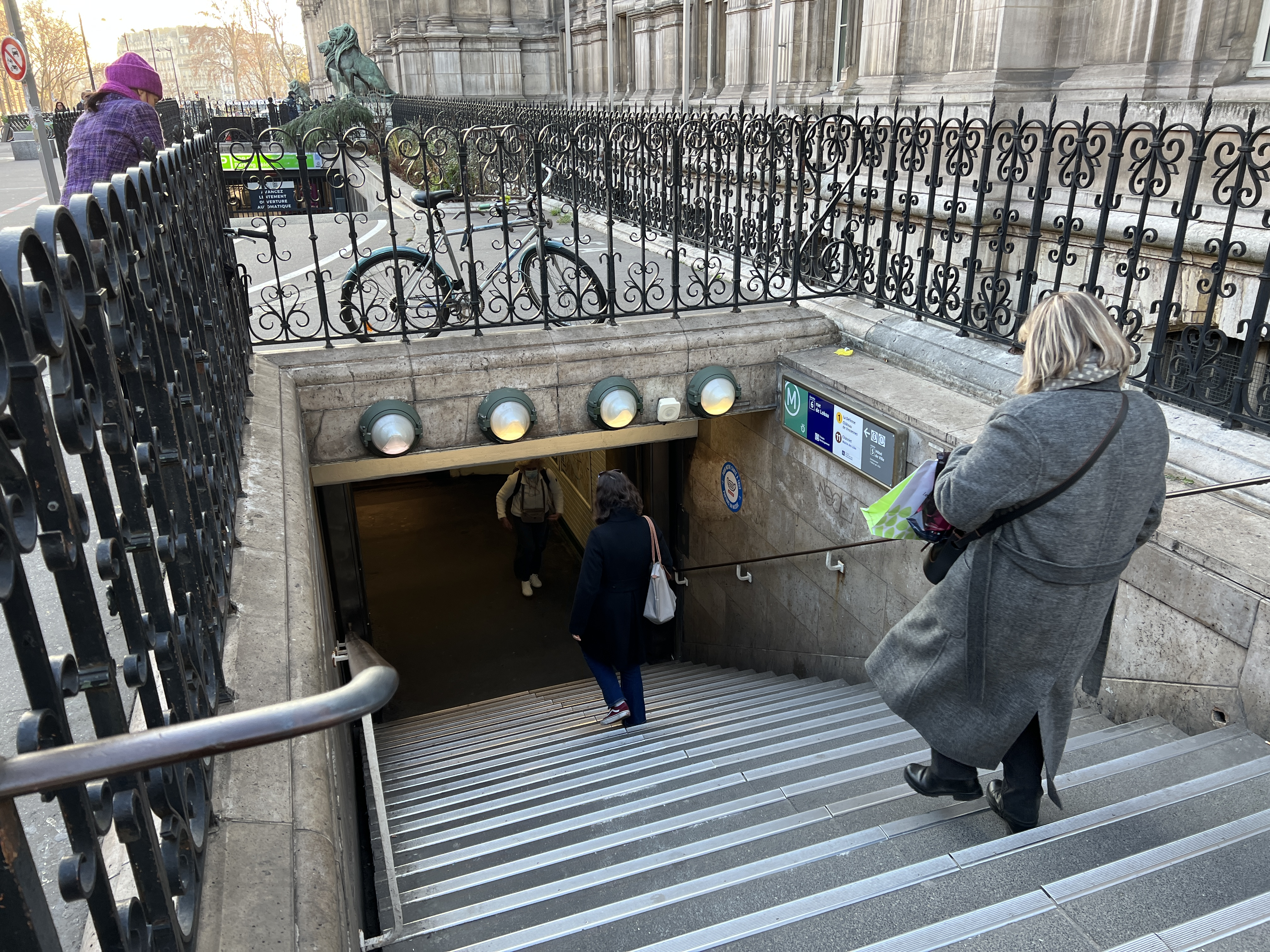
ورودی ۶
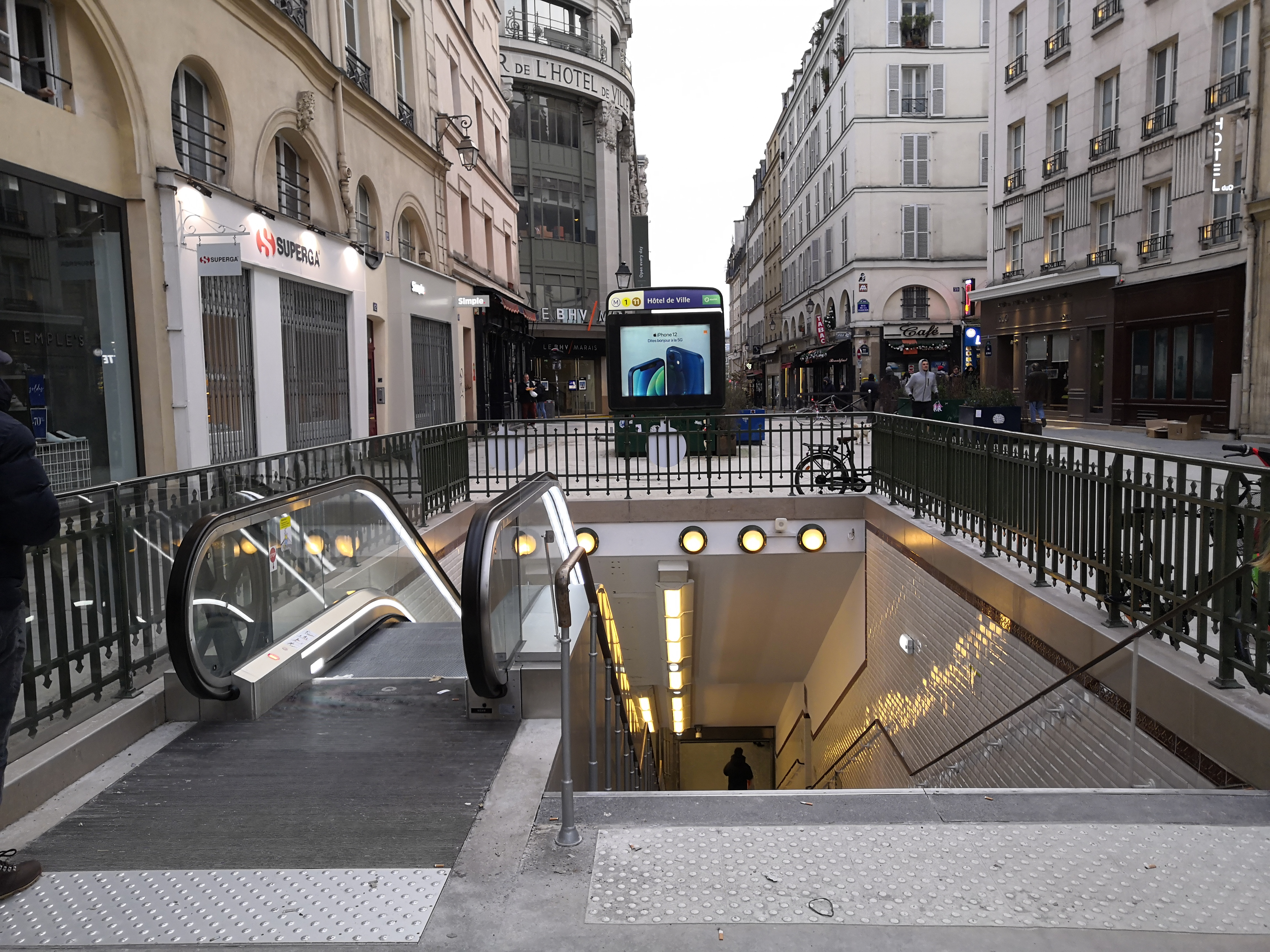
ورودی ۷
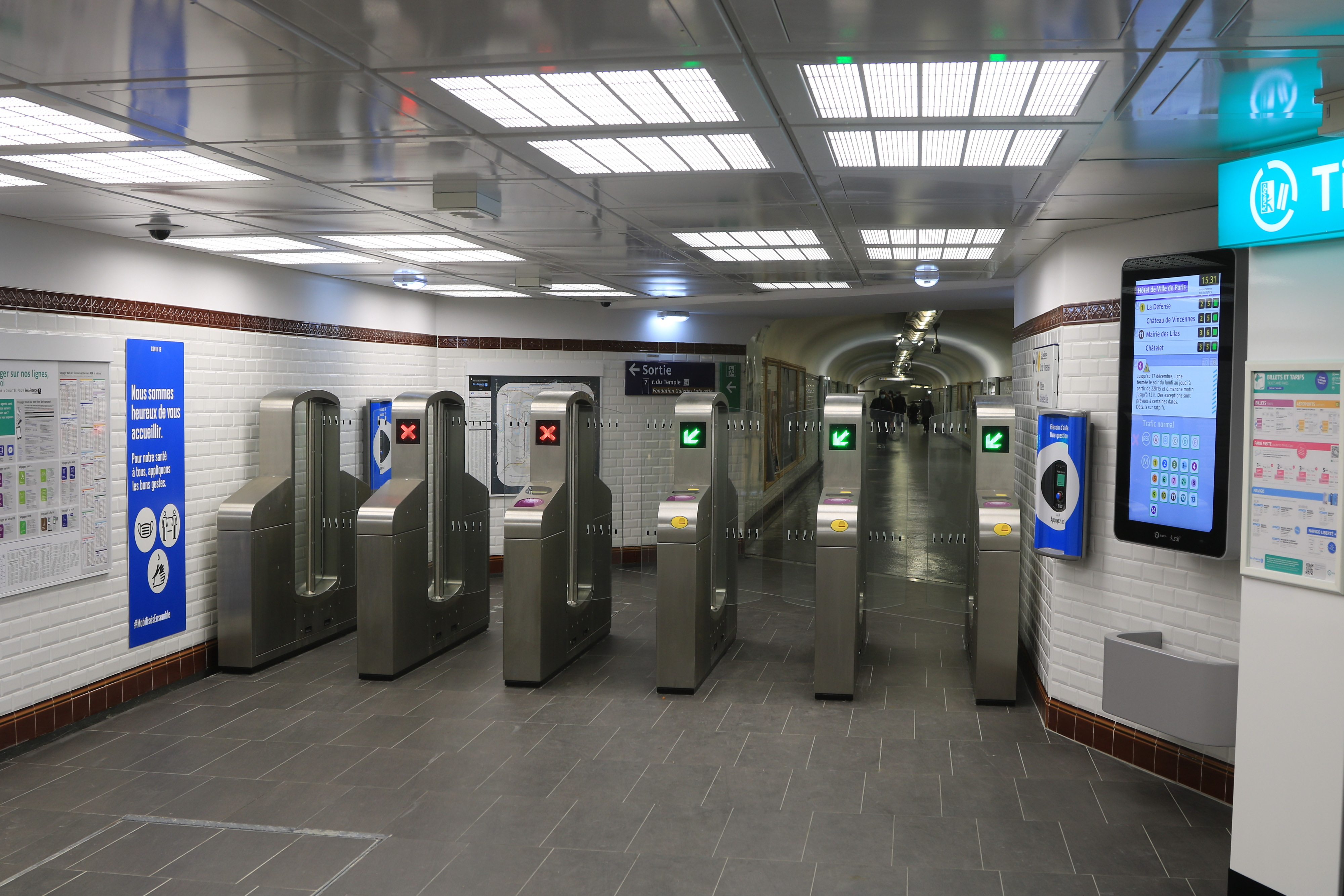
نیم طبقه منتهی به ورودی ۷